# Ольг
Ольг (ингуш. Ольг) —  ингушское национальное блюдо, белый хлеб в виде толстой круглой лепёшки из пшеничной муки, широко распространен у ингушей. Ольг традиционно выпекался на углях и имел нежный вкус. Для изготовления ольга используется пшеничная мука высших сортов, чтобы изделие получалось белым и пышным. Блюдо является традиционным для ингушей с глубокой древности.

## История
Употребление чурека и божильга в XX веке сменилось более широким использованием в еде других видов ингушского хлеба - ольг из пшеничной муки и сыскл из кукурузной муки . В основном это было связано с заменой употребления ячменной муки, пшеничной и особенно кукурузной. На равнине ингуши в основном выращивали пшеницу и кукурузу, в отличие от горной местности где были распространены ячмень и овес.

## Приготовление
Ольг готовился из специально подготовленного теста на простокваше. Для него использовалась только особо очищенная от отрубей пшеничная мука. В тесто добавлялась сыворотка из под простокваши и соль по вкусу. Формируют шарики из теста, которые раскатывают в толстые пышные круглые лепешки диаметром 30-35 см. Раньше ольг пекли на раскаленных углях, ныне ингуши их выпекают на обычных  плитах. В процессе готовки ольг протыкают в середине ножом, для равномерного распекания. Также в последнее время вместо сыворотки ингуши используют для теста кефир или айран.

## Разновидности
Существуют несколько видов ольга:
- Из традиционного варианта теста (в большинстве случаев).
- Из теста с использованием дрожжевых грибков.